# Молучани
Молучани (на свом језику Orang Maluku, хол. Molukker) је назив за домородачко становништво Молучких Острва (други назив за острва је Молуци). Припадају аустронезијској породици народа. У другом контексту, термин Молучани означава све становнике Молучких острва.

## Историја
Првобитни становници Молучких острва су били папуанског порекла (староседеоци Меланезије). Међутим, миграција Аустронежана је драстично променила ситуацију. Они су асимиловали и сменили домородачко папуанско становништво у 2. миленијуму пре нове ере.
Временом међу њима се јављају холандски, кинески, португалски, шпански и енглески гени због некадашњег колонизовања Индонезије. Мањи број немачких потомака је укључен у Молучане, претежно у Амбону, с доласком протестантских мисионара почетком 15. века.

## Језик
Молучани говоре сто различитих језика, од чега већина припада централно-источно-малајско-полинежанској грани аустронезијске породице језика. Неки Молучани говоре папуанским језицима, чији језици нису сродни другим језицима. Највише Молучана у Холандији говори амбонски и буру језик.

## Религија
Молучани у северним Молуцима (данашња провинција Северни Малуку) су углавном муслимани. Молучани у централним и источним Молуцима (данашња провинција Малуку) су углавном хришћани.
Религија која најчешће исповедају Молучани у Холандији је протестантизам, као и у мањој мери, ислам.
Постоји немали број Молучана хиндуиста на Кеи острвима, иако је та регија претежно римокатоличка.